# وين سابين
وين سابين (بالإنجليزية: Wayne Sabin)‏ مواليد 1 أبريل 1915 في دي موين، كان لاعب كرة مضرب أمريكي بدأ مسيرته كمحترف سنة 1942 وكان يلعب باليد اليمنى، اعتزل اللعب في 1954. أعلى تصنيف له في الفردي كان المركز الـ 4 في سنة 1942.

## النهائيات

### الزوجي

#### الوصافة (1)
| السنة | البطولة                     | الأرضية | الشريك       | المنافس             | النتيجة       |
| 1941  | بطولة أمريكا المفتوحة للتنس | عشبية   | جاردنر مولوي | جاك كرامر تيد شرودر | 7–9, 4–6, 2–6 |

## روابط خارجية
- وين سابين على موقع رابطة محترفي التنس (الإنجليزية)